# Sărnino, Smolean
Sărnino (în bulgară Сърнино) este un sat în comuna Smolean, regiunea Smolean,  Bulgaria. 

## Demografie
Componența etnică a satului Sărnino
     Nicio identificare (100%)
     Altele (0%)
La recensământul din 2011, populația satului Sărnino era de 7 locuitori. . Pentru 100,0% din locuitori nu este cunoscută apartenența etnică.